# Cinnyris dussumieri
Cinnyris dussumieri là một loài chim trong họ Nectariniidae.